# STU48

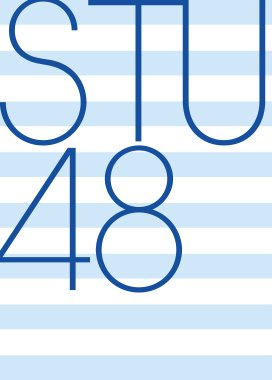
Logo de STU48

STU48 (siglas de Setouchi48) es un grupo idol femenino japonés creado en marzo del 2017, quinto grupo hermano de AKB48 el cual basa sus actividades en la zona del Mar Interior de Seto (瀬戸内海 Seto Naikai) y comprendiendo las siete prefecturas que lo rodean, siendo: Hiroshima, Kagawa, Ehime, Okayama, Hyogo, Tokushima y Yamaguchi. Sus colores de imágenes son el celeste y el blanco.
Uno de los factores que diferencia a este grupo de sus otros hermanos, es que este se basa no solo en una ciudad, como Akihabara (AKB48) o Nagoya (SKE48), sino en una zona geográfica mucho más amplia. Sumado a su teatro propio, el cual es un "Teatro Flotante", dígase, un barco. También destaca el énfasis del grupo en promocionar las bondades y atractivos de su zona, así como las de origen de cada integrante.

## Historia
El grupo fue anunciado en octubre de 2016, durante el 7.º Campeonato Anual de Piedra, Papel o Tijera de AKB48 (romaji: AKB48 Nanakaime Janken Taikai), por medio de un vídeo. En él se anunciaba que el nuevo grupo estaría basado en el Mar Interior de Seto y que sería el primero cuyo teatro estaría dentro de un barco, el cual viajaría por toda el área.
Las audiciones comenzaron a finales del 2016, por toda la zona de Setouchi en diferentes centros de eventos y similares, pero no limitadas a residentes de la misma. Éstas consistían de 3 partes, primero, una audición preliminar donde se juzgaban sus habilidades básicas de canto, baile y expresión. La segunda parte consistía de usar el servicio de streaming japonés "Showroom" (plataforma similar a Twitch), en la cual las aspirantes se darían a conocer a los fanes y les permitirían crear una base más rápidamente, y la última fue una evaluación final de habilidades y popularidad en el servicio de streaming.
La primera generación de integrantes fue anunciada el 31 de marzo de 2017, la cual consistía de 31 miembros sumados a las dos que tendrían posiciones concurrentes con otros grupos: Okada Nana (AKB48) Y Sashihara Rino (HKT48/Manager de teatro de HKT48 y STU48).
Las integrantes debutaron al poco tiempo en su primer evento oficial en el un pequeño escenario en Okayama. Su primera canción, "Setouchi no Koe" (trad: Voz de Setouchi) fue incluida en el 48.º Single de AKB48 y fue interpretada por una selección de 16 miembros, con Takino Yumiko sirviendo la posición de centro en la formación.
El debut de su teatro estaba previsto para el verano de 2017, pero debido a problemas de diversa índole, este fue pospuesto hasta nuevo aviso , por lo que se le otorgó al grupo un Tour por diversos escenarios de las prefecturas de Setouchi, así como también por los teatros de sus grupos hermanos por todo Japón. Todo esto sumado a la gran cantidad de actividades que realizan las integrantes en televisión y en distintos eventos en sus prefecturas de procedencia.
El grupo tuvo su primer sencillo, lanzado el 31 de enero del 2018, titulado "Kurayami" (trad: Oscuridad) el cual consistía de la canción homónima y 4 canciones nuevas. Dicho sencillo fue puesto a la venta en 7 versiones diferentes, una por cada prefectura de Setouchi. Para celebrar la salida de su primer sencillo, se llevó a cabo el primer concierto en solitario de STU48 en Tokio, en el Tokyo Dome City Hall el 21 de enero del 2018. Ese mismo mes se estrena su primer programa propio fuera la zona de Setouchi, "STU48 no Setobingo!" en la cadena de televisión Nippon Television.
En junio de 2018, se anuncia que el teatro está terminado y se dispone que comenzará sus actividades entre agosto y septiembre de ese mismo año. También se anuncia que saldrá a la venta su segundo sencillo en las mismas fechas. Debido a las inundaciones de Japón de 2018 que afectaron gravemente a la zona, el lanzamiento del sencillo, así como el debut del barco teatro, fueron pospuestas hasta que la situación se normalizara.
En respuesta a esto, el grupo se encuentra cooperando en la campaña "Ganbarou Setouchi" para recolectar fondos mediante diversas actividades y un concierto de caridad, junto con colectas en un nuevo tour por los teatros de otros grupos, donde lo recopilado en entradas y mercancía vendida irá en ayuda de los afectados por esta catástrofe.

## Integrantes
STU48 está actualmente conformado por 33 integrantes permanentes y 1 concurrente.

### Primera Generación
- Ishida Chiho
- Ishida Minami
- Isogai Kanon
- Ichioka Ayumi
- Imamura Mitsuki
- Iwata Hina
- Otani Marina
- Kai Kokoa
- Kadota Momona
- Kadowaki Miyuna
- Sasaki Miyu
- Sano Haruka
- Shintani Nonoka
- Sugahara Saki
- Takino Yumiko
- Tanaka Kouko
- Taniguchi Mahina
- Torobu Yuri
- Hyodo Aoi
- Fukuda Akari
- Fujiwara Azusa
- Mishima Haruka
- Mineyoshi Arisa
- Mori Kaho
- Morishita Maiha
- Yano Honoka
- Yabushita Fuu

### Draft 3.ª Generación
- Oki Yuka
- Shinano Soraha
- Nakamura Mai
- Mizoguchi Aiko
- Yura Akari

### Concurrente
- Okada Nana (capitana)